# Julio Bernardo Euson
Julio Bernardo Euson (n. 12 de abril de 1941), profesionalmente conocido como Euson, es un cantante, compositor y actor ocasional de nacionalidades arubeña-neerlandesa.

## Biografía
Euson formó su primera banda con solo doce años de edad. Después de ganar algunos certámenes de talentos amateur en Aruba, probó suerte emigrando a Países Bajos en 1962. Además de aceptar un trabajo en la Compañía de Correos, Telégrafos y Teléfonos (Posterijen, Telegrafie en Telefonie), formó parte del grupo de música beat The Scarlets de La Haya, pasando después a la banda de garage rock Kreole Kats, de Róterdam, que después cambió su nombre a Julio [Euson] & the Kreole Kats. Tras conocer a los músicos de jazz Chris Hinze, flautista, y Cees Schrama, tecladista y algunos ex-miembros de The Lords, antiguo grupo de apoyo del cantante Rob de Nijs en 1967, conformaron el grupo Stax, como apoyo de J.B. Euson. En 1970, sin embargo, Hinze optó por una carrera solita, mientras que Schrama comenzó a organizar sesiones de jazz y festivales en Loosdrecht, entre otras actividades, por lo que Euson se vio forzado a iniciar, también, una carrera en solitario.
Euson se volvió famoso a comienzos de la década de 1970 en Holanda y Latinoamérica. En 1971 representó, junto a Ben Cramer, a los Países Bajos en el concurso de canción Golden Orpheus en Bulgaria. Más adelante ese año, Euson y Lenny Kuhr participaron en el Festival Internacional de la Canción de Sopot, en Polonia. Euson fue ganador del Festival Internacional de la Canción de Viña del Mar, en Chile, durante su edición de 1972, representando a los Países Bajos con su canción "Julie", escrita y compuesta por él mismo. En 1973, junto a Oscar Harris, representó a Holanda nuevamente en el concurso Golden Orpheus.
Euson es conocido en este período por sus baladas como 'Both Sides, Now', 'Julie', que compartió el Zilveren Harp en 1973, y 'Leon'. Fue reconocido en la década de 1990 como una de "las voces más bellas", en la lista de Karen Carpenter.
En 1977 Euson, acompañado de su esposa Stanka Matić y su mánager Peter Kok dejaron los Países Bajos y se mudaron a los Estados Unidos. Al no obtener éxito allá, en 1978 llegaron a Chile, sabiendo que la victoria de Euson en 1972 le otorgaría cierto acceso al éxito. Fundó una estación radial y una compañía productora, P.J. Productions, con artistas chilenos. Sin embargo, la vida cultural en Chile era reprimida por la dictadura militar, por lo que Euson volvió a Norteamérica. Participó en películas del cine B.

## Discografía

### Sencillos
- My Plea - 1964
- Now I Know - The Scarlets - 1966
- Ooh Pook Pah Doo - Julio and the Kreole Kats - 1966
- Amen - 1967
- True Love - 1967
- I Want You Around Me - J.B. Euson & Stax - 1968
- A Fool For You - J.B. Euson & Stax - 1970
- Born on the Bayou - 1970
- My Purpose In Life - 1970
- Both Sides, Now - 1970 - #7 in January, 1971
- I Need You To Turn To - 1971[8]
- Crimson Eyes - 1972
- Julie - 1972
- Angelina[9] b/w Put Your Trust In The Lord[10] - 1972
- Dirty Lady - 1973
- Life Is On My Side - #20 in July, 1973
- Our Last Song Together - 1973[11]
- Leon - #14 in May/June, 1974[12]
- Sweet Surrender - 1974
- Shadow Of Love - 1974
- I Use The Soap - 1974 - #30 in January, 1975[13]
- Midnight Blue - 1976
- Four And Twenty Hours - 1976
- Canta Libre - 1977

### Álbumes
- J.B. Euson Live At Club 67 - J.B. Euson & Stax - 1967
- Both Sides Now - 1971
- Euson - 1972
- Life Is On My Side - 1973
- Better Days - 1974
- Favourites Of The Fifties - 1974[14]
- Sweet Surrender - 1975
- Midnight Blue - 1976
- The Best Of Euson (compilación) - 1976
- The Best Of ... (compilación) - 1987